# 葛根素
葛根素（Puerarin）是一种異黃酮，存在于多种植物，包括一些药用植物中，尤其是葛属植物的根茎，例如中药葛根，以及三裂叶葛藤。
葛根素是大豆苷元的8-C-葡萄糖苷。